# (27748) Vivianhoette
(27748) Vivianhoette est un astéroïde de la ceinture principale.

## Description
(27748) Vivianhoette est un astéroïde de la ceinture principale. Il fut découvert le 9 janvier 1991 à Yatsugatake par Shun-ei Izumikawa et Osamu Muramatsu. Il présente une orbite caractérisée par un demi-grand axe de 2,44 UA, une excentricité de 0,19 et une inclinaison de 5,5° par rapport à l'écliptique.

## Compléments